# Ризман куп у рагбију 13
Ризман Куп Републике Србије у рагбију 13 је традиционална рагби 13 утакмица, која се игра почетком сваке године у Србији и којом се отвара рагби 13 такмичење у нашој држави.
  Састају се млада рагби 13 репрезентација Србије до 21 године и млада рагби 13 репрезентација Србије до 19 година.

## Британска породица Ризман и њихове заслуге за обнову и развој рагбија 13 у Југославији и Србији
У обитељи Ризман рагби 13 је породична традиција. 

### Гус Ризман
Август Џон Фердинанд Ризман рођен је у Велсу 21.3.1911. Играо је професионално рагби 13 у линији, често на позицији број 1 - Фулбек. Током играчке каријере, у периоду од 1929. до 1954. одиграо је 791 утакмицу за клубове Салфорд, Лидс, Бредфорд Нортерн, Ханслет, Дусбери, Воркингтон таун и Бетли. Одбио је понуду да игра фудбал за Тотенхем, јер је више волео рагби фудбал. У периоду од 1933. до 1946. одиграо је 1 утакмицу за рагби 13 репрезентацију Енглеске, 18 утакмица за рагби 13 репрезентацију Велса и 51 утакмицу за рагби 13 репрезентацију Велике Британије. Током клупске каријере забио је 201 есеј и 1 611 голова. Након завршетка играчке каријере, радио је дуго као рагби 13 тренер. Господин Август Џон Ризман преминуо је у 84. години живота, 17.10.1994. у Енглеској. Уврштен је у рагби 13 кућу славних и убраја се у највеће легенде британског рагбија 13. Постоје статуе и улице у Енглеској посвећене Гусу Ризману.

### Браћа Бев Ризман и Џон Ризман
Браћа Бев и Џон су деца Гуса Ризмана. 
Бев Ризман је рођен 23.11.1937. у Енглеској. Успешно је играо и рагби 13 и рагби 15. Током клупске каријере Бев Ризман је одиграо 304 утакмице за Лидс и за Лејф и постигао 1 857 поена. По завршетку играчке каријере, радио је као тренер Фулама, а био је и председник рагби 13 федерације Енглеске. Бев Ризман је умро у 86. години живота 22.6.2023. 
Џон Ризман је рођен 1944. у Енглеској. Радио је као наставник географије и физичког васпитања. Током клупске рагби 13 каријере, седамтесетих и осамдесетих година, играо је у линији, на позицији фулбека и центра. Одиграо је 297 утакмица и постигао 150 поена за Воргингтон, Фулам, Блекпол и Карлси. Био је и репрезентативац Велса.

### Рагби 13 у Социјалистичкој Југославији
Од 1957. до 1964. Првенство Југославије се играло по правилима рагбија 13. Титуле првака Југославије у рагбију 13 су освојали Партизан Београд, Јединство Панчево, Нада Сплит и Младост Загреб. Једину тест утакмицу, рагби 13 репрезентација Југославије одиграла је против рагби 13 репрезентације Француске у Бања Луци 1961. Након 1964. рагби 13 игра је замрла на нашим просторима и прешло се у потпуности на рагби 15. 

### Оживљавање рагбија 13 у Савезној Југославији и Србији
Почетком 21. столећа, рагби 13 поново почиње да се игра у Југославији и Србији, захваљујући труду групе љубитеља рагбија 13 из Крушевца, Београда и Новог Сада. Домаћа лига у рагбију 13 се играла од 2002. 

### Селектор Србије Џон Ризман
Господин Џон Ризман је био селектор и главни тренер рагби 13 репрезентације Србије 2004. На Медитеранском купу у рагбију 13, Србија је под тренерским водством Ризмана изгубила од Француске и Либана, а одиграла нерешено против Марока. Породица Ризман има велике заслуге за развој рагбија 13 у Србији.